# Alexis Bouvard

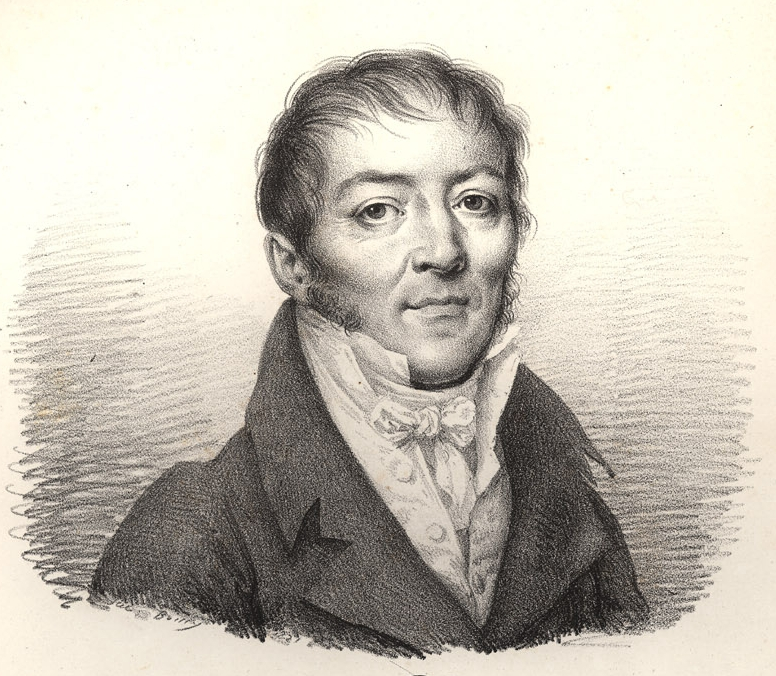
Alexis Bouvard, Porträt von Julien Léopold Boilly (1796–1796)

Alexis Bouvard (* 27. Juni 1767 in Les Contamines-Montjoie; † 7. Juni 1843 in Paris) war ein französischer Astronom.

## Leben und Wirken
Bouvard entstammte einer armen savoyischen Bauernfamilie.
Bouvard wurde Direktor der Pariser Sternwarte und 1804 des Bureau des Longitudes. Er entdeckte acht Kometen. Außerdem berechnete er die Positionen der Planeten Jupiter, Saturn und Uranus. Tabellen der Uranusbahn führten zu Diskrepanzen mit seinen Beobachtungen. Daraus schloss er auf die Existenz eines weiteren Planeten, der dann mit Neptun und später dem Zwergplaneten Pluto gefunden wurde.
Er führte für Laplaces Mécanique céleste sämtliche Berechnungen aus und brachte Jean-Félix Adolphe Gambart dazu, dass dieser Astronomie studierte. 
1803 wurde er Mitglied der Académie des sciences. Seit 1808 war er auswärtiges Mitglied der Bayerischen Akademie der Wissenschaften, seit 1825 der Académie royale des Sciences, des Lettres et des Beaux-Arts de Belgique, seit 1826 der Royal Society und seit 1828 der Royal Society of Edinburgh. Das Mondtal Vallis Bouvard wurde 1970 nach ihm benannt.